# Großsteingrab Tannenhausen
Das Großsteingrab Tannenhausen, im Volksmund auch Butter, Brot und Käse (Ostfr. Plattdeutsch: Botter, Brood un Kääs) genannt, sind zwei große Megalithanlagen aus der Vorzeit, die eng benachbart bei dem kleinen Ort Tannenhausen, 4,3 Kilometer nördlich von Aurich, einer Kreisstadt in Ostfriesland liegen.

## Beschreibung
Die beiden Anlagen wurden 1962 und 1963 unter Leitung der Ostfriesischen Landschaft erforscht. Im Steingrab wurden Keramik der Westgruppe der Trichterbecherkultur – Schalen, Trichterbecher, Schultergefäße, und Kragenflaschen, (davon eine mit Doppeltülle) sowie Steingeräte gefunden. Sie zeigen, dass das Grab rund 5000 Jahre alt ist. Die Fundstücke werden im Historischen Museum Aurich und im Heimatmuseum Leer ausgestellt.
Obwohl es in Ostfriesland zahlreiche Trichterbecher-Fundplätze gibt, sind nur noch zwei weitere gesicherte ehemalige Standorte (Brinkum und Utarp) von Großsteingräbern bekannt, die vollkommen zerstört sind. Umfangreiche Funde im Westerhammrich bei Leer deuten auf ein Großsteingrab hin. Ob der Stapelstein bei Etzel oder das sogenannte Megalithgrab von Dunum als Großsteingräber angelegt wurden, ist umstritten. Es wird vermutet, dass die meisten Grabanlagen in der steinarmen Gegend Ostfriesland im Zuge der Christianisierung und des damit einhergehenden Kirchenbaus, aber auch beim späteren Hafen- und Deichausbau, zerstört worden sind.

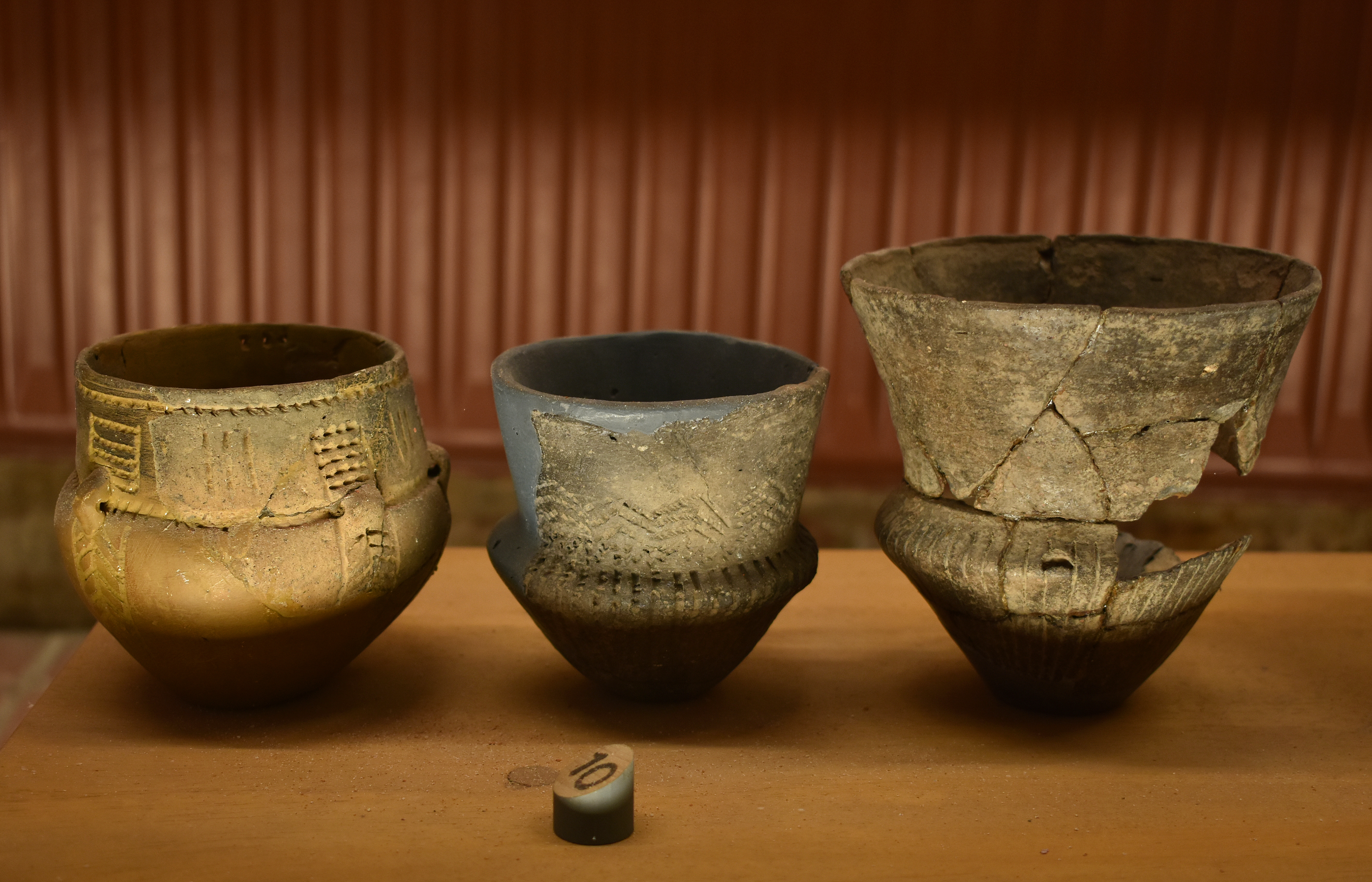
Keramik aus dem Großsteingrab Tannenhausen. AO: Heimatmuseum Leer
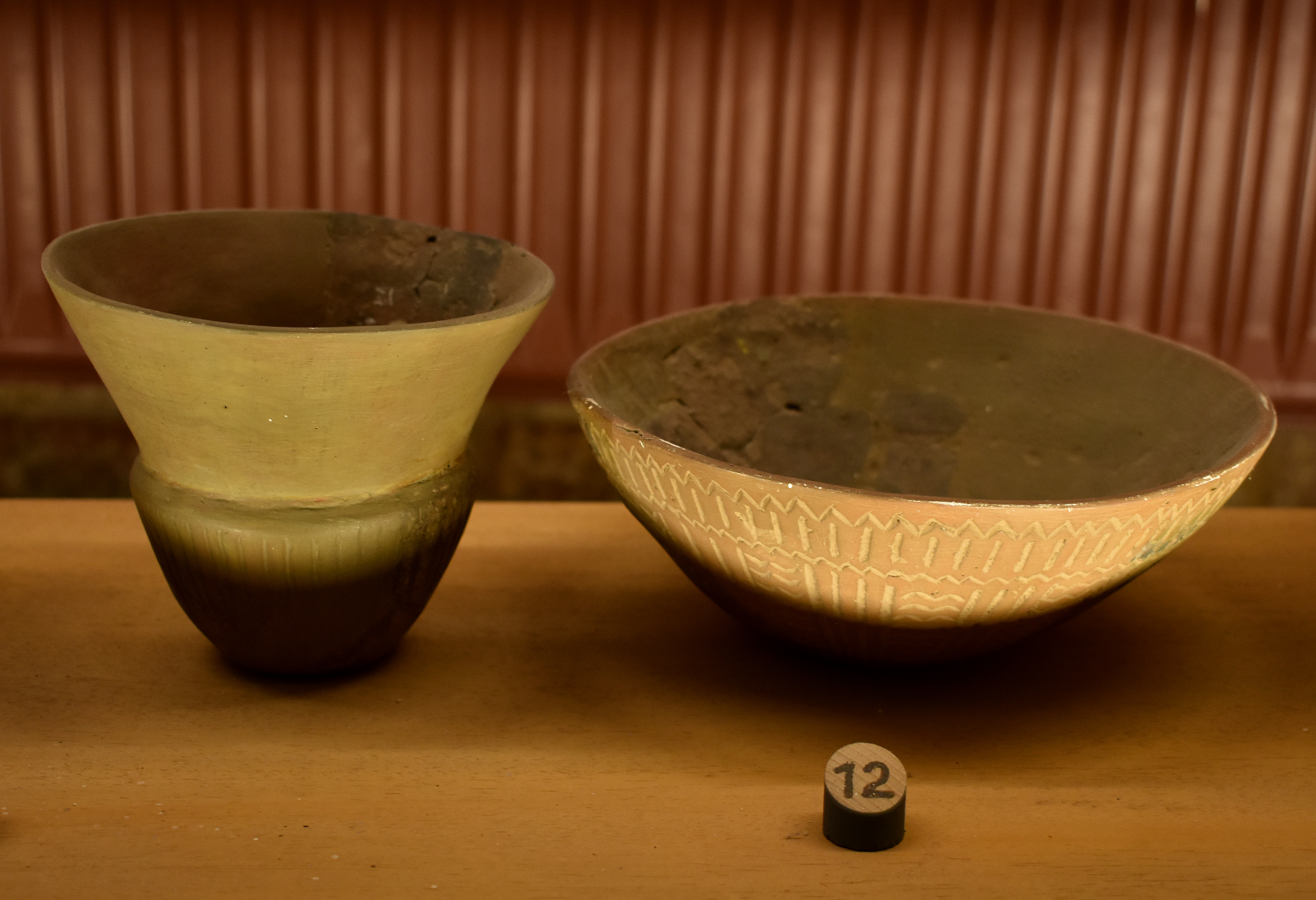
Keramik aus dem Großsteingrab Tannenhausen. AO: Heimatmuseum Leer
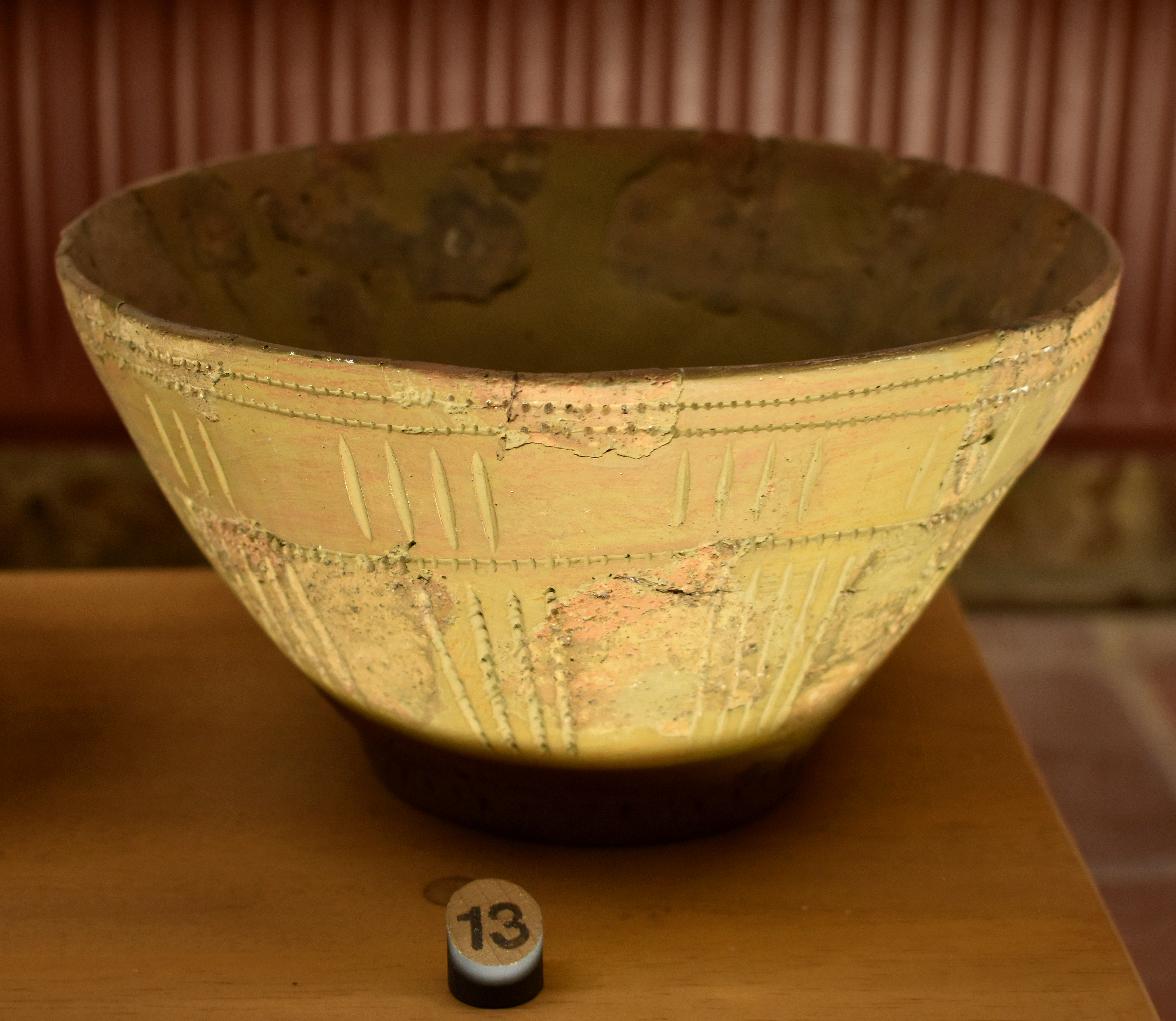
Keramik aus dem Großsteingrab Tannenhausen. AO: Heimatmuseum Leer

Vom Großsteingrab in Tannenhausen sind heute nur noch zwei Decksteine und ein Tragstein erhalten. Diese erhaltenen Steine gehören zur westlichen Kammer. Bei den Ausgrabungen, Anfang der 1960er Jahre konnten die Standgruben der fehlenden Tragsteine nachgewiesen werden. Zudem stellte sich heraus, dass daneben ein zweites Grab gestanden hat.
Die Steingräber von Tannenhausen werden aufgrund ihres Bautyps der Westgruppe der Trichterbecherkultur zugeordnet. Beide Grabkammern besaßen an ihrer Südseite einen Zugang, der aber nicht wie meistens aus Steinblöcken, sondern ähnlich wie bei einigen Anlagen in der Provinz Drenthe (Niederlande) aus Holzpfosten gebaut war. Der Grabtyp wird wegen seines Zugangs von der Längsseite, normalerweise Ganggrab, bei fehlendem lithischen Gang jedoch Portalgrab genannt. Die Westkammer hatte etwa zwölf Meter Länge, 2,2 bis 2,8 Meter Breite und 1,3 Meter Höhe. Sie bestand aus etwa 20 großen Findlingen. Die Ostkammer war etwa 11,2 Meter lang und 2,2 bis 3,2 Meter breit. Das Dach der Kammern wurde vermutlich aus fünf oder sechs großen Decksteinen gebildet. Bedeckt wurden beide Grabkammern von ovalen Hügeln.
Im Zuge der Grabungen wurde nachgewiesen, dass unter der Grabanlage ein Bodenprofil mit der Abfolge Heide-Horizont, Bleichsand, Ortstein und Eichen-Birkenwald ansteht, das auf eine frühe Heidebildung, vermutlich infolge Rodungen, hindeutet. Die Grabung erbrachte neben vielen tiefstichverzierten Tonscherben auch Bernsteinperlen und Beile aus Feuer- und Felsgestein. In Verbindung mit der Grabung erfolgte eine Aufnahme vorgeschichtlicher Fundplätze in der Umgebung von Tannenhausen. Dabei wurden ein Bohlenweg und ein Sandweg nachgewiesen, die vom Moor überwachsen sind und durch pollenanalytische Untersuchungen altersmäßig bestimmt wurden.

## Datierung
Das Großsteingrab von Tannenhausen gehört der Form nach zu den spättrichterbecherzeitlichen Ganggräbern. Die Trichterbecherkultur war die erste bäuerlich geprägte Kultur im nördlichen Mitteleuropa. Sie folgte auf die wildbeuterisch geprägte Mittelsteinzeit. Das Grab wird in die frühe Phase der Westgruppe datiert und dürfte um ca. 3500 v. Chr. entstanden sein. Damit gehört die Anlage zu den ersten ihrer Art in der Region.

## Rekonstruktion

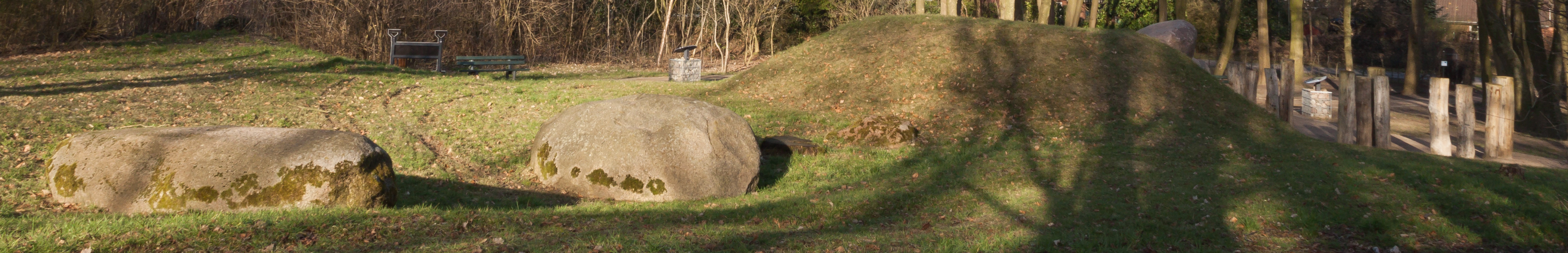
Großsteingrab Tannenhausen. Im Hintergrund der rekonstruierte Grabhügel des zweiten Grabes.

Im Jahre 2014 ließ die Stadt Aurich die östliche Grabkammer mit Unterstützung durch die Ostfriesische Landschaft rekonstruieren. Dafür kaufte sie in Mecklenburg-Vorpommern sieben mannshohe und jeweils etwa fünf Tonnen schwere Findlinge, von denen drei den Eingangsbereich bilden. Zudem ließ die Stadt einen Rundweg anlegen, an dem Tafeln mit Informationen über den Aufbau und die Bedeutung des Großsteingrabs stehen. Insgesamt investierte die Stadt 170.000 Euro, die zum Teil durch EU- und Landesmittel finanziert wurden.